# Birgland
Birgland est une commune de Bavière (Allemagne), située dans l'arrondissement d'Amberg-Sulzbach, dans le district du Haut-Palatinat.
La commune fait partie de la communauté administrative d'Illschwang.